# Gifta på låtsas
Gifta på låtsas (engelska: Green Card) är en australisk-fransk-amerikansk romantisk komedifilm från 1990 i regi av Peter Weir. I huvudrollerna ses Gérard Depardieu, Andie MacDowell, Bebe Neuwirth och Gregg Edelman.

## Handling
Filmen handlar om franske Georges (Gérard Depardieu) som gifter sig med amerikanskan Brontë (Andie MacDowell) för att få uppehållstillstånd i USA. De lever sedan skilda liv tills immigrationsmyndigheten blir misstänksam. De måste då övertyga myndigheten om att deras äktenskap inte ingåtts av andra orsaker än äkta kärlek.

## Rollista i urval
- Gérard Depardieu – Georges Fauré
- Andie MacDowell – Brontë Parrish
- Bebe Neuwirth – Lauren Adler
- Gregg Edelman – Phil
- Robert Prosky – Brontës advokat
- Lois Smith – Brontës mor
- Ann Dowd – Peggy
- Ethan Phillips – Gorsky
- Jessie Keosian – Mrs. Bird
- Mary Louise Wilson	– Mrs. Sheehan

## Nomineringar och utmärkelser
- Oscar
  - Nominerad: Bästa originalmanus (Peter Weir)
- Golden Globes
  - Vann: Bästa film - komedi eller musikal
  - Vann: Bästa manliga huvudroll i en komedi eller musikal (Gérard Depardieu)
  - Nominerad: Bästa kvinnliga huvudroll i en komedi eller musikal (Andie MacDowell)